# 氏子内親王
氏子内親王（じしないしんのう）は、淳和天皇の第1皇女で、母は贈皇后・高志内親王（桓武天皇皇女）。同母兄弟に恒世親王、有子内親王、貞子内親王がいた。伊勢斎宮。
父・淳和天皇の即位にともない、弘仁14年（823年）6月3日に斎宮に卜定され、翌天長元年（824年）8月14日、野宮入り。天長2年（825年）9月、伊勢へ群行したが、同4年（827年）2月26日、病により退下。仁和元年（885年）4月2日、無品のまま死去した。享年は80歳前後であった。